# Brieselang
Brieselang é um município da Alemanha, situado no distrito de Havelland, no estado de Brandemburgo. Tem 44,39 km² de área, e sua população em 2019 foi estimada em 12.193 habitantes.